# Afmadù
Afmadù (in lingua somala: Afmadoow o Afmadow), è un villaggio nella Somalia meridionale situato al centro della regione dell'Oltregiuba la quale confina con il Kenya e le province somale di Badadda, Chisimaio, Giamama, Gelib, Hagar, Bardera e El Uach. Dista 620 km a sud della capitale Mogadiscio. È centro amministrativo dell'omonimo distretto di Afmadù.
Ospita un grande varietà di specie animali incluso il Big Five Game.
La vegetazione consiste in una ricca zona di prateria legata comunque al semi-deserto in cui Afmadù si trova. La maggior parte dei residenti di Afmadù fa parte del clan dell'Ogaden.

## Storia
Il villaggio, insieme agli altri distretti della regione, fu conquistato nel 2006 dall'Unione delle Corti Islamiche durante la guerra civile Somala..
Il 21 novembre 2009 centinaia di famiglie e lavoratori occidentali dovettero scappare dal villaggio quando il gruppo islamista Hizbul Islam lasciò il posto a militanti dell'altro gruppo islamico di Al-Shabaab.
Tra questi due gruppi islamici ci fu poi molta tensione fino ad arrivare alla disgregazione del gruppo dei Hizbul Islam sconfitti in diversi scontri a fuoco nel mese di ottobre nella città di Chisimaio. La milizia del gruppo islamico di Al-Shabab riuscì poi a impossessarsi della città di Chisimaio sempre nello stesso mese di ottobre 2009..
Il 18 ottobre 2011 testimoni oculari hanno riportato che mezzi dell'aeronautica del Kenya stavano conducendo manovre a bassa quota, e di conseguenza i membri di Al-Shabaab stavano preparando sistemi di trinceramento per difendersi contro un atteso attacco delle truppe keniote in un'incursione coordinata con l'esercito somalo.
Il 31 maggio 2012 gli eserciti di Kenya e Somalia hanno catturato la città, abbandonata da Al-Shabaab senza combattere. Si tratta di una conquista importante per la campagna militare contro il gruppo fondamentalista, perché il villaggio con la sua rete di strade è in grado di garantire accesso a numerose aree del paese.